# Cecilia Bouzat
Cecilia Bouzat va néixer al 10 de novembre de 1961 a Bahía Blanca, Argentina. Va realitzar els seus estudis primaris a l'escola La Inmaculada. És una bioquímica i biofísica. Directora de l'Institut d'Investigacions Bioquímiques de Bahía Blanca (INIBIBB), investigadora principal a la Universitat Nacional del Sur (UNS)-Consell Nacional d'Investigacions Científiques i Tècniques (CONICET), professora associada de la Universitat Nacional de Sur (UNS) a la càtedra de Farmacologia II, membre de l'Acadèmia de Ciències d'Amèrica Llatina.

## Trajectòria
Els seus primers estudis van girar al voltant de com els receptors de bucle Cys estan implicats a les sinapsis i permeten unes comunicacions ràpides entre les neurones i com els fàrmacs i els compostos poden modificar el funcionament de les proteïnes de membrana específiques del sistema nerviós.
A 2014, va ser guardonada amb els Premis l'Oréal UNESCO a dones en Ciència, degut al treball que va fer sobre com funcionen els receptors cys-loop que intervenen en la comunicació de les cèl·lules cerebrals entre sí i amb els músculs. Pot ajudar a trastorns neurològics i neuromusculars com ve a ser la malaltia Alzheimer, va ser la tercera argentina en rebre aquest premi.
En el 2015 li van donar el premi a les 100 Dones de la BBC.
Des de 1997 treballa per la INIBIBB. Avui en dia és directora.